# Jeanine Sontag
Jeanine Sontag, auch Jeannette Sontag (geboren am 14. Juni 1925 in Zürich; gestorben am 20. August 1944 in Saint-Genis-Laval), war eine jüdische Widerstandskämpferin gegen den Nationalsozialismus, die von der Gestapo in Frankreich gefasst, gefoltert und schließlich ermordet wurde.

## Leben

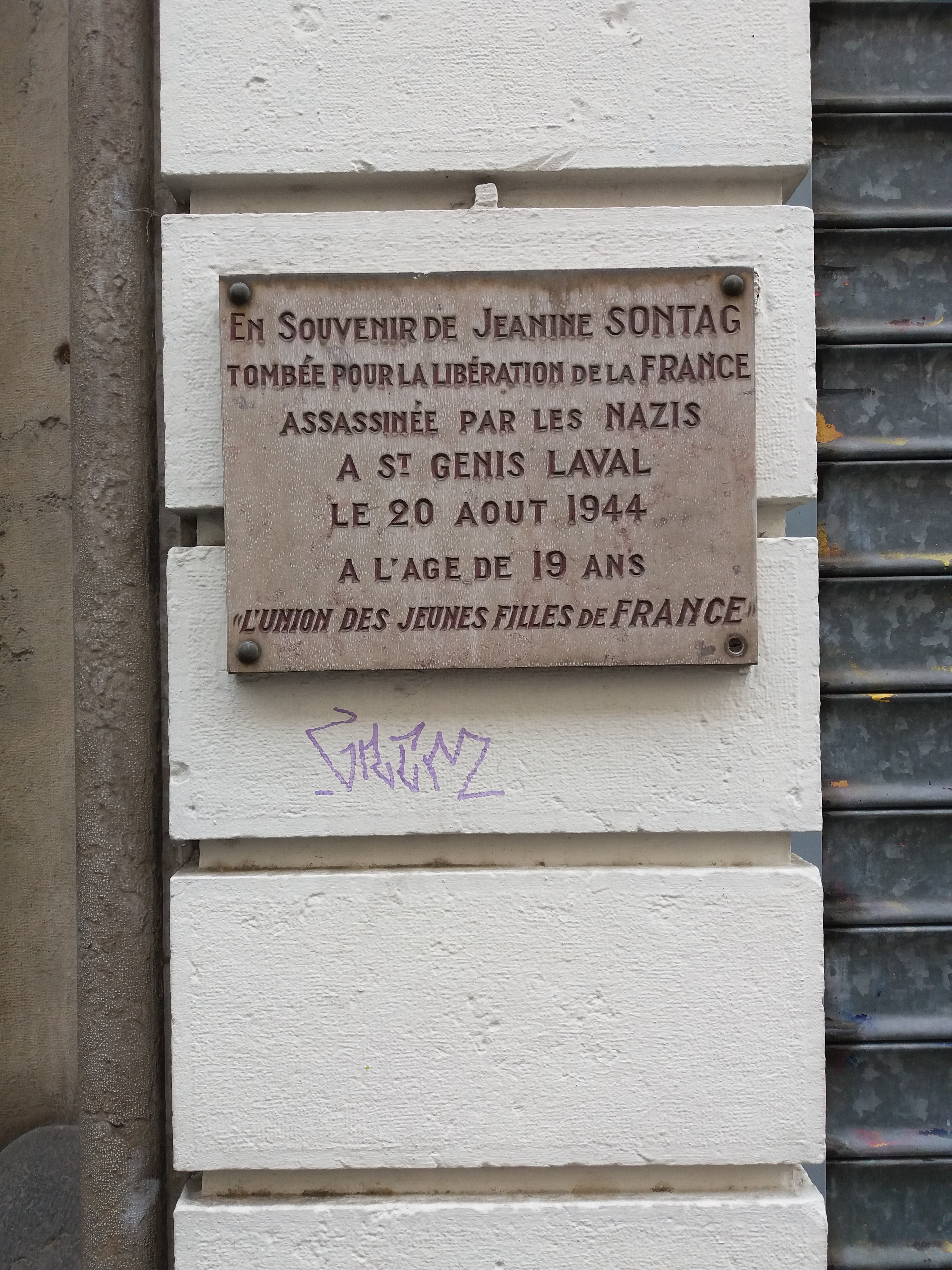
Gedenktafel für Jeanine Sontag in der Rue Cuvier in Lyon

Sontag war polnisch-jüdischer Herkunft; ihr Vater Usher Sontag stammte aus Grabow, ihre Mutter Lola Léonie, geb. Spiegel, aus Warschau. Der Vater hatte die französische Staatsangehörigkeit erhalten und leitete in Straßburg eine Textilfabrik. So wurde Jeanine in eine wohlhabende Familie geboren. Ingrid Strobl charakterisiert sie als „behütete Tochter ‚aus gutem Hause‘ […], verwöhnt von der Mutter, vergöttert vom Vater“. Dass sie Jüdin war, wurde ihr erst anlässlich der Besetzung Straßburgs durch das NS-Regime bewusst. In den Jahren bis 1939 besuchte sie das dortige Mädchengymnasium (heute: Lycée international des Pontonniers), wo sie ab 1938 von Lucie Aubrac in Geschichte unterrichtet wurde. 1940 oder 1941 flüchtete sie mit ihren Eltern vor den Deutschen in die unbesetzte Zone; die Familie ließ sich in der Rue Cuvier 24 in Lyon nieder. Ungeachtet ihrer Leidenschaft für Literatur brach sie die gymnasiale Ausbildung ab und begann eine Lehre als Sekretärin.
Überraschend fasste sie den Entschluss, sich gegen den Willen ihrer Eltern der Résistance anzuschließen, aufgrund des bürgerlichen Hintergrunds 1943 zunächst in der gaullistischen Widerstandsgruppe Combat. Sie arbeitete in einer Aufklärungseinheit, verteilte Flugblätter und Zeitschriften. Im Frühjahr 1944 nahm sie Kontakt zur FTP-MOI-Widerstandsgruppe Carmagnole auf. Sie wollte mit der Waffe kämpfen und bewarb sich mittels Lebenslauf. Ihr Kampfgefährte Henri Krischer, der den Krieg überlebte, berichtete: „Sie hat geschrieben, dass sie bei den Gaullisten war. Da haben ein paar dumme Stalinisten bei uns gesagt, das ist eine Spionin, die will nur herausfinden, was wir machen. Man hat sogar darüber diskutiert, sie zu erschießen. Ein italienischer Genosse hat sie schließlich gerettet, indem er gesagt hat: Sie ist Jüdin. Damit hatte sich die Sache erledigt.“ Trotzdem blieb sie innerhalb der Résistance eine kontroverse Figur, kleidete sie sich doch elegant und diskutierte mit Vorliebe über experimentelle Literatur. Krischer notierte – durchaus mit Bewunderung: „Aber über einen Rimbaud – das gab es nicht oft.“ Sontag erwies sich aber nicht nur als wortgewandt, sondern auch als „eine ausgezeichnete Kämpferin“, stellte sie sich doch an die vorderste Front und schleppte 25 Kilogramm Sprengstoff im Rucksack. Einer ihrer Genossen war Léon Landini.
Zur Mittagsstunde des 3. Juli 1944 drang ihre Widerstandsgruppe mit Spreng- und Brennmaterial in Lyon in die Garage Gambetta ein, deren Arbeiter auf Mittagspause waren. Die Résistance-Kämpfer übersahen, dass der Besitzer der Autowerkstatt im Büro saß. Er rief die Polizei, diese umzingelte das Gebäude. Die anderen Widerständler gelangten mit ihren Lederschuhen über ein schmales Brett auf das Dach des Nachbarhauses, nicht jedoch Jeanine, die sich mit groben Holzschuhen begnügen hatte müssen. Krischer: „Jeannette hatte sich mit diesen Schuhen die ganzen Füße verwundet, sie hatte überall große Abszesse.“ Sie stürzte ab, verletzte sich am Bein und konnte nicht mehr aufstehen. Sie gab einem Genossen ihren Revolver und sagte: „Haut ab!“
Sontag wurde von der Gestapo verhaftet und siebzehn Tage lang gefoltert. Ihr wurden die Beine verbrüht, die Brüste mit Zigaretten verbrannt, sie wurde sechs Tage mit Nahrungsentzug bestraft, und man gab ihr nur Schmutzwasser zu trinken. Sie wurde immer wieder geschlagen und verriet trotzdem nichts.
Am 20. August 1944, wenige Tage vor der Befreiung Lyons Anfang September, wurde Jeanine Sontag beim Massaker von Saint-Genis-Laval in einem Steinbruch von einem deutschen Hinrichtungskommando der Gestapo unter dem Befehl von Klaus Barbie erschossen.

## Ehrung und Gedenken
Sontag bekam posthum die Medaille der Resistance. In Straßburg wurden die Bibliothek eines Gymnasiums und ein Platz nach ihr benannt.